# Sinaida Nikolajewna Aksentjewa
Sinaida Nikolajewna Aksentjewa (russisch Зинаида Николаевна Аксентьева, ukrainisch Зінаїда Миколаївна Аксентьєва Sinajida Mykolajiwna Aksentjewa; * 12. Julijul. / 25. Juli 1900greg. in Odessa, Russisches Kaiserreich; † 8. April 1969 in Poltawa, Ukrainische SSR) war eine sowjetische Geophysikerin und Astronomin.

## Leben
Aksentjewas Vater war Feldscher im Eisenbahnkrankenhaus Odessa. Sie studierte am Institut für Volksbildung Odessa in der mathematischen Abteilung der Fakultät für Berufsbildung mit Abschluss 1924.
Von 1919 bis 1926 arbeitete sie unter der Leitung von Alexander Orlow am astronomischen Observatorium der Universität Odessa.
Aksentjewa arbeitete von Beginn an in dem 1926 gegründeten Gravimetrischen Observatorium des Instituts für Geophysik Si. I. Subbotin der NAS der Ukraine (Gründungsdirektor Alexander Orlow: 1. Amtszeit 1926–1934, 2. Amtszeit 1938–1951). Sie begann als Beobachterin und Auswerterin. Sie wurde wissenschaftliche Mitarbeiterin, Abteilungsleiterin und schließlich wissenschaftliche Vizedirektorin des Observatoriums.
1929–1938 erstellte Aksentjewa zusammen mit dem Observatoriumskollektiv die gravimetrische Karte der Ukraine mit Anschluss an das Schweregrundnetz Europas. 1930–1941 führte sie in Poltawa Neigungsmessungen mit dem Horizontalpendel nach dem System Repsold-Lewitzky durch. 1934–1939 arbeitete sie in wissenschaftlichen Organisationen Moskaus und der Oblast Moskau mit.
Während des Deutsch-Sowjetischen Kriegs war Aksentjewa in Irkutsk evakuiert und untersuchte die Gezeiten des Baikalsees. 1943 verteidigte sie ihre Dissertation für die Promotion zum Kandidaten der physikalisch-mathematischen Wissenschaften. 1947 verteidigte sie ihre Doktor-Dissertation.
1951 wurde Aksentjewa, als Nachfolgerin Alexander Jakowlewitsch Orlows, mit dem sie inzwischen verheiratet war, Direktorin des Observatoriums Poltawa. Im selben Jahr wurde sie zum Korrespondierenden Mitglied der Akademie der Wissenschaften der Ukrainischen Sozialistischen Sowjetrepublik gewählt. Unter ihrer Leitung wurde das Observatorium Poltawa eine führende wissenschaftliche Einrichtung zur Untersuchung der Erdrotation. Ab 1953 arbeitete im Observatorium Poltawa das Zentralbüro des sowjetischen Breitengraddienstes für die Berechnung der Geographischen Koordinaten.
Der Phytopathologe Boris Nikolajewitsch Aksentjew und der Geograph Georgi Nikolajewitsch Aksentjew waren Aksentjewas Brüder.

## Ehrungen
- Aus Anlass ihres 120. Geburtstages benannte die IAU 2020 ihr zu Ehren einen der größten Venuskrater (42,5 Kilometer Durchmesser) Aksentyeva.[5]
- Medaille „Für heldenmütige Arbeit“
- Ehrenzeichen der Sowjetunion
- Verdienter Wissenschaftler und Techniker der Ukrainischen Sozialistischen Sowjetrepublik (1960)[2]
- Korrespondierendes Mitglied der Nationalen Akademie der Wissenschaften der Ukraine[8]